# Lymantria formosana
Lymantria formosana är en fjärilsart som beskrevs av Matsumura 1911. Lymantria formosana ingår i släktet Lymantria och familjen tofsspinnare. Inga underarter finns listade i Catalogue of Life.